# Lijst van weg- en veldkruisen in Eijsden-Margraten
Dit is een onvolledige lijst van weg- en veldkruisen in de gemeente Eijsden-Margraten. Onder kruisen wordt verstaan: alle weg-, veld- en hagelkruisen ed. De kruisen op kerkhoven of op gevels en daken van gebouwen zijn buiten beschouwing gelaten.
Bij enkele kruisen staat het huisnummer aangegeven van de woning die erbij ligt.
| Adres                                                                            | Plaats                    | Plaatsingsjaar   | Soort kruis       | Extra informatie | Foto |
| -------------------------------------------------------------------------------- | ------------------------- | ---------------- | ----------------- | --- | ---- |
| Bredeweg-Kruisbergweg                                                            | Banholt                   |                  |                   | |      |
| Kruisbergweg                                                                     | Banholt                   |                  |                   | |      |
| Loverixplein-Bredeweg                                                            | Banholt                   | 1976             |                   | |      |
| Mheerderweg (bij 16a)                                                            | Banholt                   |                  |                   | |      |
| Voerenstraat                                                                     | Banholt                   | 1994             |                   | |      |
| Terhorst (bij nr. 28)                                                            | Banholt                   |                  |                   | |      |
| Thelen Haagstraat-Hondsrug                                                       | Banholt                   |                  |                   | |      |
| Bemelerberg                                                                      | Bemelen                   | 1889             | Herinneringskruis | Geplaatst ter nagedachtenis aan het plotseling overlijden op deze plek van J.W. Sleypen, op 5 februari 1889. |      |
| Bemelerberg                                                                      | Bemelen                   | 1867             | Herinneringskruis | Geplaatst ter nagedachtenis aan het plotseling overlijden op deze plek van Petrus Kicken, op 26 april 1867. |      |
| Bemelerberg-Molenweg                                                             | Bemelen                   |                  |                   | |      |
| Bemelerberg-Weg achter Gasthuis                                                  | Bemelen                   |                  |                   | |      |
| De Steeg-Sleutelweg                                                              | Bemelen                   |                  |                   | |      |
| Gasthuis-Reutjesstraat                                                           | Bemelen                   |                  |                   | |      |
| Gasthuis-Welsderweg                                                              | Bemelen                   |                  |                   | Limburgs opschrift: "Loop neet zoe mer langs, me blief effe bie Mich" (Loop niet zomaar langs, maar blijf even bij Mij) |      |
| Gasthuisstraat-Kromstraat                                                        | Bemelen                   |                  | Hagelkruis        | |      |
| Sint Antoniusbank                                                                | Bemelen                   |                  |                   | |      |
| Sint Antoniusbank                                                                | Bemelen                   |                  |                   | |      |
| Sint Antoniusbank                                                                | Bemelen                   |                  |                   | |      |
| Bakkerboschweg                                                                   | Cadier en Keer            |                  |                   | |      |
| Beatrixstraat-Limburgerstraat                                                    | Cadier en Keer            |                  |                   | |      |
| Dorpsstraat-Rijksweg                                                             | Cadier en Keer            |                  |                   | |      |
| Dorpsstraat-Pastoor Kikkenweg                                                    | Cadier en Keer            |                  |                   | Opschrift: "Jezus mijn heil" |      |
| Dorpsstraat-Mostersberg                                                          | Cadier en Keer            |                  |                   | |      |
| Eckelraderweg                                                                    | Cadier en Keer            |                  |                   | |      |
| Eckelraderweg-Keerestraat                                                        | Cadier en Keer            |                  |                   | |      |
| Groenpad-Kerkstraat                                                              | Cadier en Keer            |                  |                   | |      |
| Groenstraat-Rijksweg                                                             | Cadier en Keer            |                  |                   | |      |
| Gronsvelderweg-Gruisveldweg-Pastoor Kikkenweg                                    | Cadier en Keer            |                  |                   | |      |
| Heerderweg-Pastoor Kikkenweg                                                     | Cadier en Keer            |                  |                   | |      |
| Heerderweg-Rijksweg                                                              | Cadier en Keer            |                  |                   | |      |
| Het Rooth-Keunestraat                                                            | Cadier en Keer            |                  |                   | |      |
| Kerkstraat-Limburgerstraat                                                       | Cadier en Keer            |                  |                   | |      |
| Keunestraat-Klein Welsden                                                        | Cadier en Keer            | 1940             | Herinneringskruis | Geplaatst ter herinnering aan de Eerw. Pater J. Coolen, bij zijn vertrek op 1 maart 1940. |      |
| Pastoor Kikkenweg-Rijksweg                                                       | Cadier en Keer            |                  |                   | |      |
| Rijksweg (bij nr. 24)                                                            | Cadier en Keer            |                  |                   | |      |
| Rijksweg (bij nr. 74)                                                            | Cadier en Keer            |                  |                   | |      |
| Rijksweg (bij nr. 113)                                                           | Cadier en Keer            |                  |                   | |      |
| Trichterweg                                                                      | Cadier en Keer            |                  |                   | |      |
| Achterbergweg-Verlengde Achterbergweg                                            | Cadier en Keer            |                  |                   | |      |
| Buitenend                                                                        | Eckelrade                 |                  |                   | |      |
| Molenweg-Trichterweg                                                             | Eckelrade                 |                  |                   | |      |
| Dorpsstraat-Molenweg                                                             | Eckelrade                 |                  |                   | |      |
| Dorpsstraat-Schampeljoensteeg                                                    | Eckelrade                 |                  |                   | |      |
| Eckelraderweg-Linderweg                                                          | Eckelrade                 |                  |                   | |      |
| Klompenstraat-Linderweg                                                          | Eckelrade                 |                  |                   | |      |
| Linderweg (bij nr. 24)                                                           | Eckelrade                 |                  |                   | |      |
| Linderweg                                                                        | Eckelrade                 | 1859             | Moordkruis        | Geplaatst ter nagedachtenis aan het plotseling overlijden op deze plek van Mathieu Wijnands, op 7 maart 1859. Hij werd op carnavalsdinsdag doodgestoken door Frans Brouwers, die hiervoor een jaar celstraf kreeg.                                                                                    |      |
| Bellefleur-Loenen                                                                | Eijsden                   | 2013             |                   | Het kruis stond vroeger als torenkruis op het Capucijnerklooster van Eijsden. Dit klooster werd in 1985 gesloopt. |      |
| Boomkensstraat-Parallelweg                                                       | Eijsden                   |                  |                   | |      |
| Breusterstraat-Breusterhof                                                       | Eijsden                   |                  |                   | |      |
| Breusterstraat-Marathon                                                          | Eijsden                   |                  |                   | |      |
| Breusterstraat-Prins Hendrikstraat                                               | Eijsden                   |                  |                   | |      |
| Caestertstraat-Kruisstraat                                                       | Eijsden                   |                  | Moordkruis        | Op de stenen sokkel staat het wapen van Graaf de Geloes en het jaar 1892 of 1899. Volgens een legende zouden twee naaisters elkaar hebben vermoord omdat ze verliefd waren op dezelfde jongeman. Hun kwade geesten verdwenen pas nadat de graaf dit kruis plaatste.                                   |      |
| Caestertstraat-Stationsplein                                                     | Eijsden                   |                  |                   | |      |
| Diepstraat-Wilhelminastraat                                                      | Eijsden                   |                  |                   | |      |
| Emmastraat-Groenstraat                                                           | Eijsden                   |                  |                   | |      |
| Emmastraat-Martin Luther Kingstraat                                              | Eijsden                   |                  |                   | |      |
| Kloppenbergweg-Industrieweg                                                      | Eijsden                   |                  |                   | |      |
| Kapelkesstraat-Steegstraat                                                       | Eijsden                   |                  |                   | |      |
| Molenstraat-Steegstraat                                                          | Eijsden                   |                  |                   | |      |
| Withuis (bij nr. 10)                                                             | Eijsden                   |                  |                   | |      |
| Broekstraat-Harmonieweg                                                          | Gronsveld                 |                  |                   | |      |
| Duysterstraat-Rijksweg                                                           | Gronsveld                 |                  |                   | |      |
| Duysterstraat-Voerenweg                                                          | Gronsveld                 |                  |                   | |      |
| Hogeweg-Zeepweg                                                                  | Gronsveld                 |                  |                   | |      |
| Kampweg-Monseigneur Willigersstraat                                              | Gronsveld                 |                  |                   | |      |
| Kampweg-Voerenweg                                                                | Gronsveld                 |                  |                   | |      |
| Kampweg-Vroendalsweg                                                             | Gronsveld                 |                  |                   | |      |
| Kleine Molenweg-Sint Amandusweg                                                  | Gronsveld                 |                  |                   | |      |
| Monseigneur Willigersstraat (bij nr. 8)                                          | Gronsveld                 | Memoriekruis     | 1991              | Het kruis stamt uit ca. 1500 en stond oorspronkelijk als grafkruis op het kerkhof van Cadier en Keer. Later werd het kruis (nadat het graf geruimd was) elders ondersteboven ingegraven en als grenspaal gebruikt. In 1991 werd het kruis bij toeval ontdekt, uitgegraven en als wegkruis herplaatst. |      |
| Oosterbroekweg (bij nr. 9)                                                       | Gronsveld                 |                  |                   | Geplaatst op het terrein van Streekmuseum Grueles |      |
| Oosterbroekweg-Stationsstraat                                                    | Gronsveld                 |                  |                   | |      |
| Slakweg                                                                          | Gronsveld                 | Herdenkingskruis |                   | |      |
| Vijfsprong: Klein Welsden-Groot Welsderweg-Mergeldelsweg-Trichterweg-Zangerijweg | Groot Welsden             |                  |                   | Limburgs opschrift: "me mot Slivvenhier der tied geeëve 1853" (Men moet Onze Lieve Heer de tijd geven) |      |
| Groot Welsden 7-Wammersweg                                                       | Groot Welsden             |                  |                   | |      |
| Verlengde Achterbergweg-Klein Welsden                                            | Groot Welsden             |                  |                   | Limburgs opschrift: "Bedaank Slivvennierke dat veur deze groond maoge bewirke" (Bedank Onze Lieve Heertje dat we deze grond mogen bewerken) |      |
| Bernhardlaan-Julianalaan                                                         | Margraten                 | 2000             |                   | Geplaatst ter ere van het nieuwe millennium. |      |
| Broenshemweg-Dobbelsteynstraat                                                   | Margraten                 |                  |                   | |      |
| Bruisterbosch-Herkenrade                                                         | Margraten                 |                  |                   | |      |
| Burgemeester Ronckersplein-Rijksweg                                              | Margraten                 |                  |                   | |      |
| Dobbelsteynstraat-Vleeshouwer                                                    | Margraten                 | 1985             |                   | |      |
| Eijsderweg-Kruisberg-Wijnweg-Bannenderweg                                        | Margraten                 |                  | Herdenkingskruis  | Opschrift: "Anthoon Overkorn, Leonard Eijssen, 6 november 1776". Dit kruis herdenkt twee personen die, op verdenking van bokkenrijders te zijn, opgehangen zijn aan de galg van Margraten, die enkele tientallen meters noordelijker stond dan het kruis nu staat.                                    |      |
| Eijkerweg-Groot Welsderweg                                                       | Margraten                 |                  |                   | |      |
| Genhof                                                                           | Margraten                 |                  |                   | |      |
| Genhof-Holeweg                                                                   | Margraten                 |                  |                   | |      |
| Genhof-Termaar                                                                   | Margraten                 |                  |                   | Limburgs opschrift: "auch veur diech" (ook voor jou) |      |
| Holstraat-Scheuldersteeg                                                         | Margraten                 | 1896             |                   | |      |
| Holstraat-Sprinkstraat                                                           | Margraten                 |                  |                   | |      |
| Kruisbergweg                                                                     | Margraten                 |                  |                   | |      |
| Laatbank                                                                         | Margraten                 |                  |                   | |      |
| Margraterweg-Lammerdel-IJzerenweg                                                | Margraten                 |                  |                   | |      |
| Papehei                                                                          | Margraten                 | 1993             | Ongelukskruis     | Geplaatst in 1993 op de plek waar kunstenaar Mat Wanders op 5 mei 1991 overleed. Opschrift: "Mat, al wat er leefde in jou, zal voortleven in ons" |      |
| President Kennedystraat-Veldekestraat                                            | Margraten                 |                  |                   | |      |
| Rijksweg (bij nr. 15)                                                            | Margraten                 |                  |                   | |      |
| Rijksweg-Dobbelsteynstraat                                                       | Margraten                 |                  |                   | |      |
| Rijksweg-Sprinkstraat                                                            | Margraten                 |                  |                   | |      |
| Schinkepoort                                                                     | Margraten                 | 1990             |                   | |      |
| Smitserweg-Hafeweg                                                               | Margraten                 |                  |                   | |      |
| Trichterweg-De Koningswinkel-Hoenderstraat                                       | Margraten                 |                  |                   | |      |
| Boomkensstraat-Rijksweg                                                          | Mariadorp                 |                  |                   | |      |
| Bovenstraat-Grijzegraaf                                                          | Mesch                     |                  |                   | Opschrift: "Heer Jezus vergeef ons onze zonden" |      |
| Bovenstraat-Op den Dries                                                         | Mesch                     |                  |                   | |      |
| Burgemeester Jos Duissenstraat-Grijzegraaf                                       | Mesch                     |                  |                   | |      |
| Heiweg-Voerenweg                                                                 | Mesch                     |                  |                   | |      |
| Kerkplein                                                                        | Mesch                     | 1935             |                   | |      |
| Klokkestraat-Langstraat                                                          | Mesch                     | 1950 en 1980     |                   | |      |
| Uit de Pateel-Voerenweg                                                          | Mesch                     | 18e eeuw         | Moordkruis        | Rijksmonument. Geplaatst na de moord op Jonkheer Lambert Kaspars in 1732. |      |
| Steenbergsweg-Voerenweg                                                          | Mesch                     |                  |                   | |      |
| Voerenweg-De Zeven Heuvelen                                                      | Mesch                     |                  |                   | |      |
| Dorpsstraat (bij nr. 12)                                                         | Mheer                     |                  |                   | Opschrift: "Heer, geef aan dit dorp Uw zegen, opdat eenieder hier gaat Uw wegen" |      |
| Dorpsstraat-Wienickerstraat                                                      | Mheer                     |                  |                   | |      |
| Duivenstraat-Trichterweg                                                         | Mheer                     |                  |                   | |      |
| Noorbeekerweg-Voerenstraat                                                       | Mheer                     |                  |                   | |      |
| Papenweg                                                                         | Mheer                     |                  |                   | |      |
| Stadshaag-Voerenstraat                                                           | Mheer                     |                  |                   | Opschrift: "O, mens die hier gaat voorbij en niet denkt aan Mij. Hoe zal het met u gaan, komt gij ten oordeel staan." |      |
| Stallestraat-Wienickerstraat                                                     | Mheer                     |                  |                   | |      |
| Steegstraat                                                                      | Mheer                     |                  |                   | |      |
| Bergenhuizen                                                                     | Noorbeek                  |                  |                   | |      |
| Bergenhuizen                                                                     | Noorbeek                  |                  |                   | |      |
| Bergenhuizen-Papenweg (bij de 3-sprong)                                          | Noorbeek                  |                  |                   | |      |
| Bosweg (grens)                                                                   | Noorbeek                  |                  |                   | Limburgs opschrift: "LivvenHier, es ich Dich 'ns zeuk, vin ich Dich a gen beuk" (Lieve Heer, als ik Jou eens zoek, vind ik Jou aan de beuk) |      |
| Bovenstraat-Schey                                                                | Noorbeek                  |                  |                   | |      |
| Bovenstraat-Sint Maartensweg                                                     | Noorbeek                  |                  |                   | |      |
| Boyeweg                                                                          | Noorbeek                  |                  |                   | |      |
| Boyeweg-Klein Heugdenweg                                                         | Noorbeek                  |                  |                   | |      |
| Boyeweg-Vroelen                                                                  | Noorbeek                  |                  |                   | |      |
| Brigidastraat-Rubgaard                                                           | Noorbeek                  |                  |                   | |      |
| Brikkenstraat-'t Getske                                                          | Noorbeek                  |                  |                   | |      |
| Gulperstraat-Provincialeweg                                                      | Noorbeek                  |                  |                   | |      |
| Kempestraat-Onderstraat-Boyeweg                                                  | Noorbeek                  |                  |                   | |      |
| Kwakhaag-Onders Veldweg                                                          | Noorbeek                  |                  |                   | |      |
| Onderschey                                                                       | Noorbeek                  | 1848             | Moordkruis        | Opschrift: "Jacobus Bindels van Noorbeeck 1848" |      |
| Onderschey-Kütersteenweg                                                         | Noorbeek                  |                  |                   | |      |
| Schey                                                                            | Noorbeek                  |                  |                   | |      |
| Schey (bij nr. 2)                                                                | Noorbeek                  |                  |                   | |      |
| Schey (bij nr. 11)                                                               | Noorbeek                  |                  |                   | |      |
| Schey-Kwakhaag-Schimmelliggerweg                                                 | Noorbeek                  |                  |                   | |      |
| Schey-Vroelen                                                                    | Noorbeek                  |                  |                   | |      |
| Sint Maartensweg-Schoolstraat                                                    | Noorbeek                  |                  |                   | |      |
| Sint Maartensweg-Vroelen                                                         | Noorbeek                  |                  |                   | |      |
| Vroelen                                                                          | Noorbeek                  |                  |                   | |      |
| Vroelen (bij nr. 26)                                                             | Noorbeek                  |                  |                   | |      |
| Vroelen (bij nr. 40)                                                             | Noorbeek                  |                  |                   | |      |
| Vroelenstraat-Schimmelliggerweg                                                  | Noorbeek                  |                  |                   | |      |
| Waufsberg                                                                        | Noorbeek                  | 1986             | ongelukskruis     | opschrift: "Patrick, Guido, * 1966, † 3-11-1986" |      |
| Wesch (bij nr. 27)                                                               | Noorbeek                  |                  |                   | |      |
| Wesch-Bergenhuizen                                                               | Noorbeek                  |                  |                   | |      |
| Hoogstraat-Spoorstraat                                                           | Oost-Maarland             |                  |                   | |      |
| Gronsvelderweg-Parrestraat                                                       | Oost-Maarland             |                  |                   | |      |
| Kasteellaan-Kloppenbergweg                                                       | Oost-Maarland             |                  |                   | |      |
| Kooiestraat-Parrestraat-Rijckholterweg                                           | Oost-Maarland             |                  |                   | |      |
| Sint Jozefstraat-Processieweg                                                    | Oost-Maarland             |                  |                   | |      |
| Brandwegske-Voerenweg                                                            | Rijckholt                 |                  |                   | |      |
| Hogeweg-Kasteelstraat                                                            | Rijckholt                 |                  |                   | |      |
| Kloosterweg-Voerenweg                                                            | Rijckholt                 |                  |                   | |      |
| Kruisweg-Kiezelskuilsweg                                                         | Rijckholt                 |                  |                   | |      |
| Maarlanderweg-Voerenweg                                                          | Rijckholt                 |                  |                   | |      |
| Rijksweg (bij nr. 215)                                                           | Rijckholt                 |                  |                   | |      |
| Rijksweg-Het Greuntsje                                                           | Rijckholt                 |                  |                   | |      |
| Steenstraat-Voerenweg                                                            | Rijckholt                 |                  |                   | |      |
| Scheulder Dorpsstraat                                                            | Scheulder                 | 1737             |                   | |      |
| Achter de Höfkens-Burgemeester Wolfsstraat                                       | Sint Geertruid            |                  |                   | |      |
| Bukel (bij nr. 3)                                                                | Sint Geertruid            |                  |                   | |      |
| Bukel-Moerslag                                                                   | Sint Geertruid            |                  |                   | |      |
| Burgemeester Wolfsstraat (bij nr. 14)                                            | Sint Geertruid            |                  |                   | |      |
| Eijsderweg-Maarlanderweg                                                         | Sint Geertruid            |                  |                   | |      |
| Heerkuil (bij nr. 5)                                                             | Sint Geertruid            |                  |                   | |      |
| Julianaweg-Libekerweg                                                            | Sint Geertruid            |                  |                   | |      |
| Roskuil-Valkenburgerweg                                                          | Sint Geertruid            |                  |                   | |      |
| Sint Geertruiderweg-Voerenweg                                                    | Sint Geertruid            |                  |                   | |      |
| Herkenrade-Langsteeg                                                             | Sint Geertruid-Herkenrade |                  |                   | |      |
| Herkenrade-Roskuil                                                               | Sint Geertruid-Herkenrade |                  |                   | |      |
| Schoolstraat-Roskuil                                                             | Sint Geertruid-Herkenrade |                  |                   | |      |
| Libeek (bij nr. 1)                                                               | Sint Geertruid-Libeek     |                  |                   | |      |
| Libeek (bij nr. 12)                                                              | Sint Geertruid-Libeek     |                  |                   | |      |
| Libeek (bij nr. 27)                                                              | Sint Geertruid-Libeek     |                  |                   | |      |
| Libeek-Moerslag                                                                  | Sint Geertruid-Libeek     |                  |                   | |      |